# 马哈茂德·扎哈尔
马哈茂德·扎哈尔（阿拉伯语：‎，1945年5月6日—）巴勒斯坦政治家，哈马斯联合创始人，加沙地带哈马斯领导层成员。扎哈尔于2006年3月在哈马斯主导的巴勒斯坦权力机构政府（也称为第一哈尼亚政府）中担任外交部长，并于2006年3月20日宣誓就职。